# Vale, South Dakota
Vale är en ort i Butte County i delstaten South Dakota, USA.